# 79 Eurynome
79 Eurynome (in italiano 79 Eurinome) è un piccolo e brillante asteroide della Fascia principale, composto da rocce silicate e nichel e ferro allo stato metallico.
Eurynome fu il primo dei 22 asteroidi individuati da James Craig Watson; fu scoperto il 14 settembre 1863 dal Detroit Observatory dell'università del Michigan (USA) ad Ann Arbor. Fu battezzato così in onore di uno dei diversi personaggi che nella mitologia greca portano il nome di Eurinome (in greco significa "colei che abita le ampiezze" o "colei che regna sugli spazi").